# ユミット・ヨズダー
ユミット・ヨズダー（Ümit Özdağ、1961年3月3日 - 、東京、日本）は、勝利党の総裁、トルコ人政治学教授、政治家であり作家。
ミュンヘン大学とガジ大学から卒業後、長い年月大学で教えた。1993年に助教授、2001年には教授になった。1999年ユーラシア戦略研究センターを、2003年宗教研究センターを、2006年に21世紀トルコ研究所を設立した。

## 生い立ち
彼は元々、故郷がダゲスタンであるクムク人の出身である。ギョウヌル・ヨズダーと大佐ムザッフェル・ヨズダーの息子として1961年3月3日に日本の東京で誕生する。